# Louis Hubert Farabeuf
Louis Hubert Farabeuf (Bannost-Villegagnon, 6 de mayo de 1841 - Beton-Bazoches, Francia, 13 de agosto de 1910) fue un cirujano francés. Se dice que fue él quien introdujo la higiene a las escuelas médicas francesas. Su estatua domina el patio central de la Escuela Nacional de Medicina en París, cuyo anfiteatro principal lleva su nombre. Farabeuf escribió algunos compendios quirúrgicos (précis) y diseñó varios instrumentos médicos, como el elevador perióstico de Farabeuf, que siguen siendo usados al día de hoy.

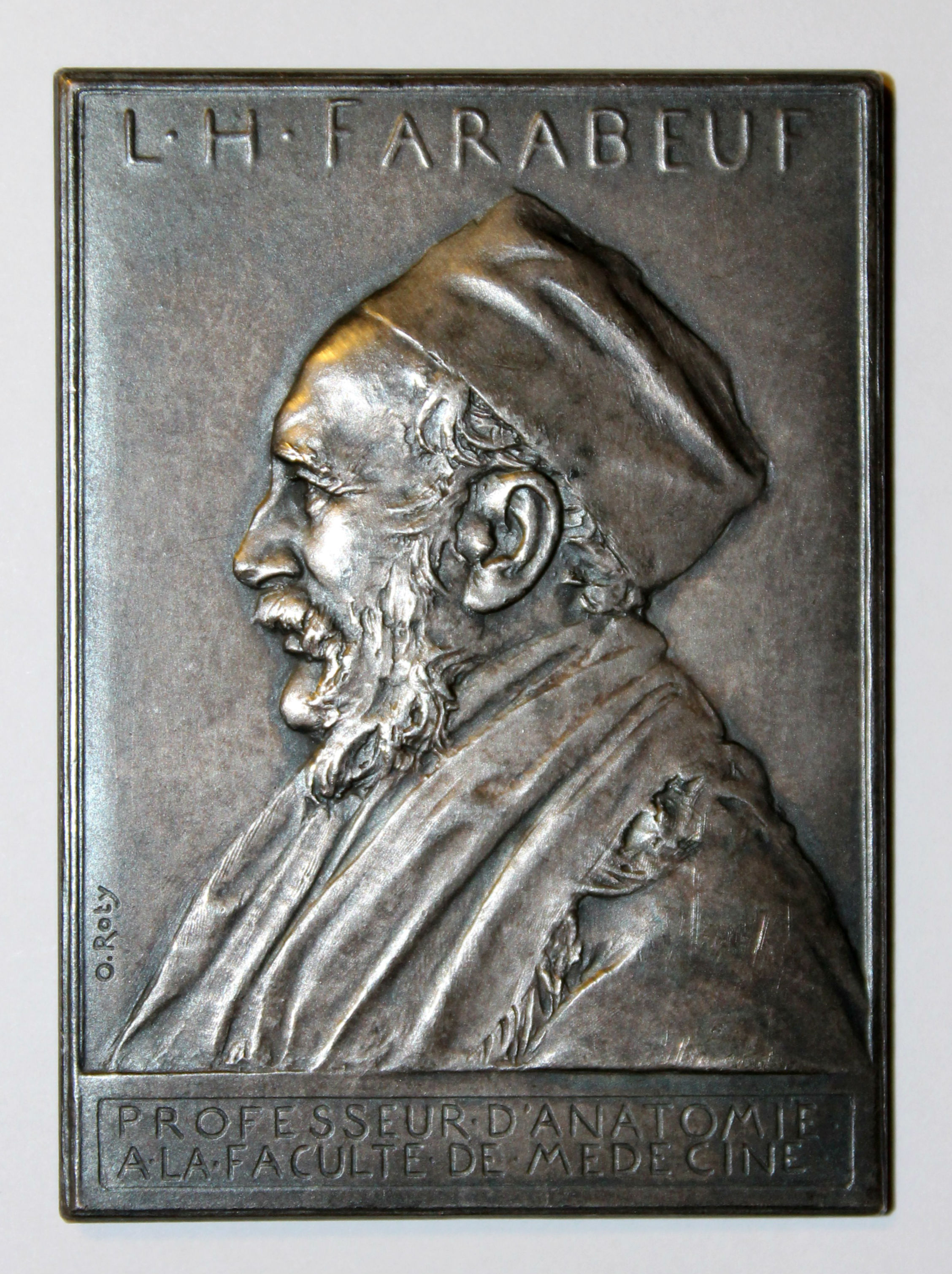
Medalla de Louis Hubert Farabeuf por Louis-Oscar Roty

Su nombre también está asociado con el Triángulo de Farabeuf, un triángulo formado por la vena yugular interna, el tronco tirolinguofaringofacial y el nervio hipogloso, así como por el retractor de Farabeuf y los Fórceps de Farabeuf.

## Farabeuf en la literatura
- Salvador Elizondo escribió Farabeuf o la crónica de un instante.  Una obra críptica inspirada, entre otras cosas, por una obra del cirujano. No se trata de una biografía.

## Obras y Publicaciones
- De la Confection des moignons, et de quelques moignons en particulier (poignet, coude, jambe) , impr. de A. Parent (Paris), 1871

- De l'épiderme et des épithéliums, G. Masson (Paris), 1872

- Exposé des titres et travaux scientifiques, Davy (Paris), 1886

- De l'épiderme et des épithéliums, Martiet, Paris, 1872.

- Précis de manuel opératoire, Masson (Paris), 1872

- De la luxation du pouce en arrière, in: Bulletin de l'Académie de Chirurgie, 1876, vol. 2, p. 21-62,

- Précis de médecine opératoire, G. Masson (Paris), 1872-1881

- Principes fondamentaux d'obstétrique vérifiés, rectifiés ou établis à l'aide de l'expérimentation sur le mannequin naturel et de l'observation sur la parturiente. Introduction à l'étude clinique et à la pratique des accouchements : anatomie, présentations et positions, mécanisme, toucher, manœuvres, extraction du siège, version, forceps, G. Steinheil (Paris), 1891

- Précis de manuel opératoire, G. Masson (Paris), 1893

- Précis de manuel opératoire [Nouvelle édition complètement revue et augmentée de figures nouvelles. I. Ligatures des artères. II. Amputations. III. Résections. Appendice.] (862 figures.)

- Introduction à l'étude clinique et à la pratique des accouchements, (Coécrit avec H.Varnier)  Steinheil (Paris), 1891. Préface du Pr A. Pinard.

- Les vaisseaux sanguins des organes génito-urinaires du périnée et du pelvis, Masson (Paris), 1905

- Introduction à l'étude clinique et à la pratique des accouchements, Steinheil (Paris), 1908